# Ernest Meissonier
Jean-Louis Ernest Meissonier (21. února 1815 – 31. ledna 1891) byl francouzský malíř a sochař tvořící v akademickém stylu. Je známý především vyobrazeními historických a bitevních scén z období od 17. století do napoleonských válek. Již v mládí získal velkou popularitu a svá díla prodával za vysoké ceny, takže si mohl roku 1846 dovolit koupit veliký dům se dvěma ateliéry v Poissy.

## Externí odkazy

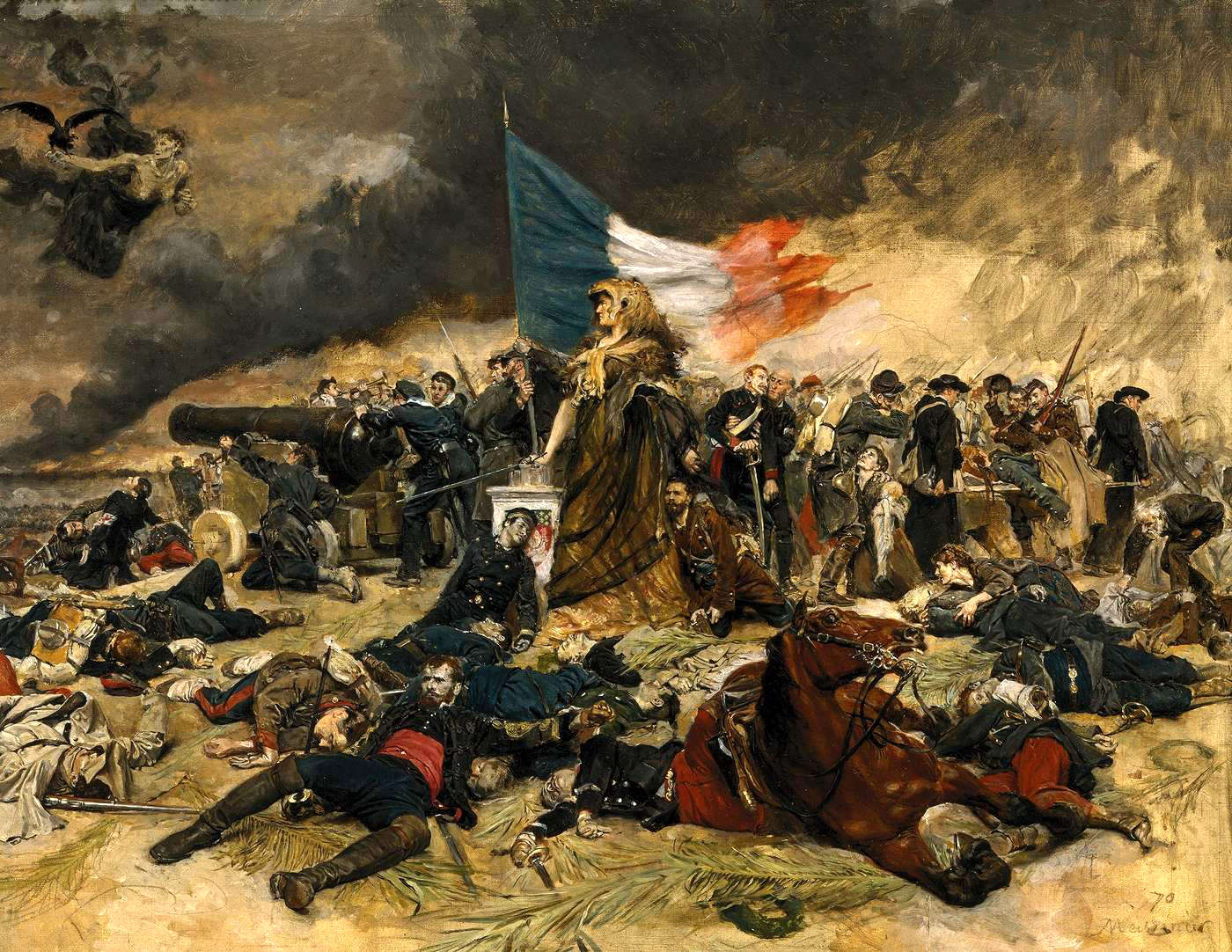
Ernest Meissonier: Obléhání Paříže roku 1870